# Cephimallota tunesiella
Cephimallota tunesiella is een vlinder uit de familie echte motten (Tineidae). De wetenschappelijke naam is voor het eerst geldig gepubliceerd in 1966 door Zagulajev.
De soort komt voor in Europa.